# Ференц I Ракоці
Ференц I Ракоці (угор. I. Rákóczi Ferenc; 24 лютого 1645 — 8 липня 1676) — князь Трансильванії (спільно з батьком) у 1652—1660 роках.

## Життєпис
Походив з династії Ракоці. Єдиний син Дєрдя II Ракоці, князя Трансильванії, та Софії Баторі. Народився у 1645 році в Гюлафехерварі. 1652 році на сеймі оголошений князем Трансильванії. Втім був номінальним співкнязем через малий вік. Виховувався в кальвіністському дусі.
У 1660 році повалений разом з батьком османським військами. При цьому Дєрдь II загинув. Ференц Ракоці разом з матір'ю втік до австрійських володінь. 1664 року під впливом матері перейшов до католицтва. 1666 року одружився з Ілоною Зріні зі значного роду Зрінських.
Невдовзі доєднався до змови Зрінських-Франкопанів. У 1670 році в рамках плану заколотників почав повстання у Верхній Угорщині. При цьому спрямував посланця до османського султана з закликом про допомогу. Але той не став порушувати мир з Габсбургами. Після полону Петара Зрінського склав зброю й здався імператорським військам. Лише заступництво матері, передача в 1671 році низки замків та сплата 400 тис. золотих гульденів врятували життя Ференца Ракоці.
Після цього відійшов від політики, оселившись у замку Зборов, де помер у 1676 році. Поховано в єзуїтській церкві в Кошицях.

## Родина
Дружина — Ілона Зріні.
Діти:
- Дєрдь (1667)
- Юліанна Борбала (1672—1717), дружина графа Фердинанда Гобера д'Аспремон-Ліндена, генерал-фельдмаршала Священної Римської імперії
- Ференц (1676—1735), князь Трансильванії